# Latin médiéval

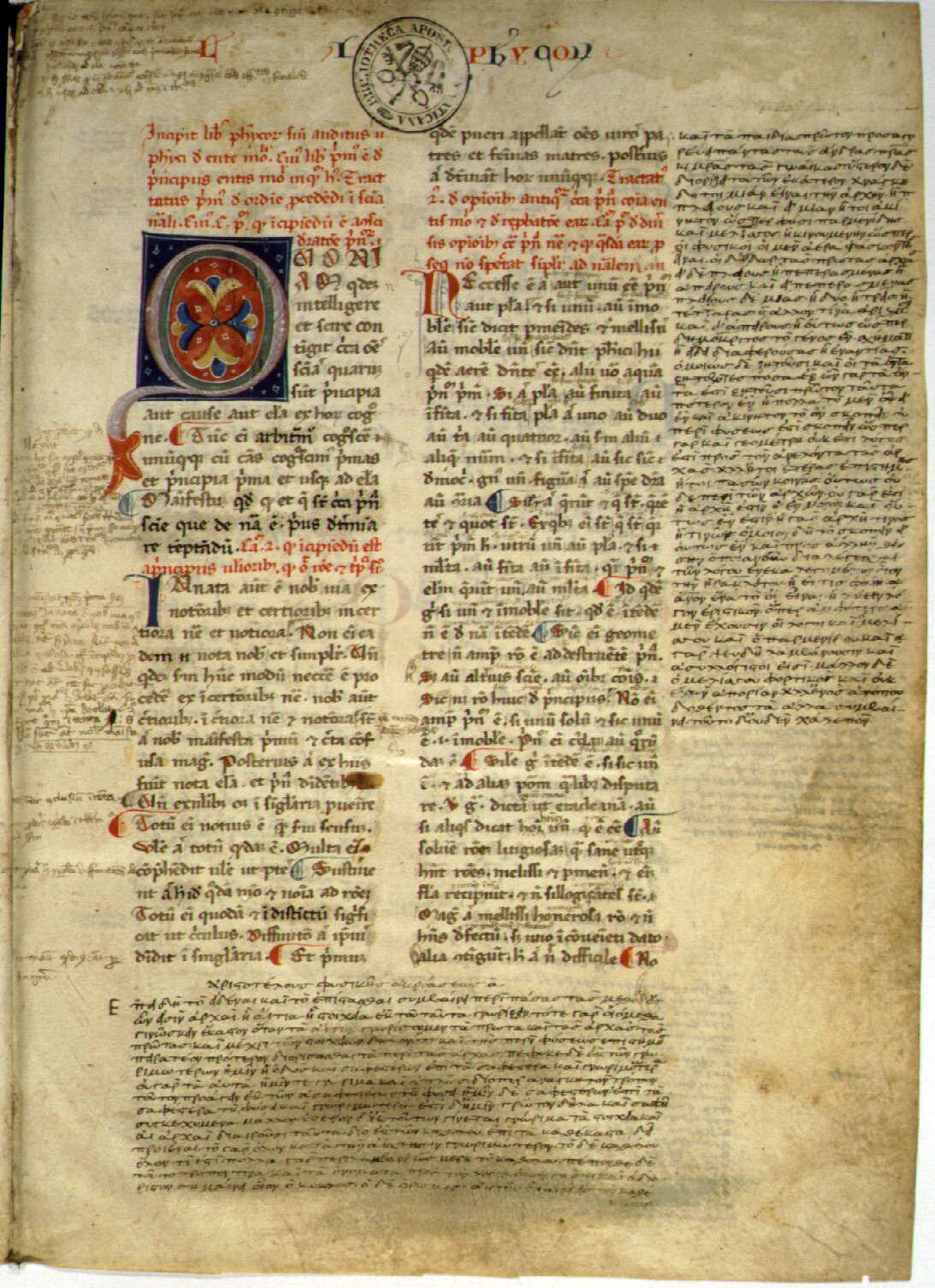
Traduction médiévale latine de la Physique d'Aristote.

Le latin médiéval désigne le latin tel qu'il était employé au Moyen Âge.

## Histoire
Les historiens et linguistes n'ont pas atteint de consensus sur la date de passage entre le bas latin et le latin médiéval : les différentes études réalisées sur le sujet estiment que la période de transition s'étale du IVe au IXe siècle. Bien que l'usage populaire de la langue s'étiole progressivement durant cette période, les érudits, les lettrés et les prêtres continuent de l'utiliser intensivement pour leurs échanges. La maîtrise du latin durant le Haut Moyen Âge s'estompe dans le sud de l'Europe mais son apprentissage précis est préservé en Grande-Bretagne et en Irlande où il doit être appris comme langue étrangère à l'aide de manuels antiques comme celui de Donat. Ces connaissances reviennent sur le continent à l'époque carolingienne.
C'est notamment à l'aide de ces derniers et de leurs travaux sur la Vulgate que la langue va s'enrichir : de nombreux emprunts sont effectués à partir du grec et de l'hébreu, en ce qui concerne le vocabulaire mais aussi la syntaxe et la grammaire. C'est principalement de cette période que viennent les nombreux termes de liturgie issus d'étymons grecs comme eucharistie ou liturgie lui-même. C'est aussi la période d'apogée des migrations germaniques ; leur omniprésence marquera fortement la langue.
Néanmoins, certains érudits considèrent déjà le latin médiéval comme une langue morte, bien que non figée, ou dans une forme intermédiaire entre langue vivante et langue morte.